# 長崎鼻灯台
長崎鼻灯台（ながさきはなとうだい）は、鹿児島県出水郡長島町城川内にある灯台。東シナ海に面する鹿児島県北西部の長島西岸に位置する。

## 歴史
- 1897年（明治30年）4月8日初点。[1]熊本県の三角港から、八代海を経由して台湾へと向かう船舶の変針目標として、近傍の上的島灯台や戸島灯台とともに建設された。
- 1929年（昭和4年）電化
- 1945年（昭和20年）7月18日 太平洋戦争中に空襲を受け破壊される。昭和25年5月30日まで休灯。
- 1950年（昭和25年）11月24日 復旧
- 1977年（昭和52年）改築、現在の姿となる。

## 周辺施設
- 長崎鼻灯台公園